# 索菲伊夫卡 (尼古拉耶夫卡市鎮)
47°33′19″N 30°40′12″E / 47.55528°N 30.67000°E
索菲伊夫卡（烏克蘭語：Софіївка）是位於烏克蘭西南部的村莊，由敖德萨州贝雷济夫卡区的米科萊夫卡市鎮負責管轄。該村始建於1898年，面積0.85平方公里，海拔高度43米，2001年人口263，人口密度每平方公里309.41人。